# Huelga de la uva en Delano
La Huelga de Uvas en Delano fue una huelga hecha por el Comité Organizador de trabajadores Agrícolas (Agriculutral Workers Organizing Committe) y el Comité Organizador de Trabajadores Agrícolas Unidos (United Farm Workers) y sus siglas “UFW” contra los sembradores de uvas en California. La huelga empezó el 8 de septiembre de 1965, y duró más de cinco años. Debido en gran parte a un boicot de los consumidores de uvas que no fueron producidas por obreros de la unión, la huelga terminó con una victoria significante para el Comité Organizador de Trabajadores Agrícolas y también lograron hacer el primer contacto con los sembradores de uvas y el Comité de Agrícolas Unidos.  
La huelga empezó cuando el Comité Organizador de Trabajadores Agrícolas que eran la mayoría obreros Filipinos en Delano, California y eran dirigidos por Philip Vera Cruz, Larry Itliong, Benjamin Gines and Pete Velasco, marcharon de los campos agrícolas de los productores de uva de mesa en la zona, exigiendo que los salarios fueran equivalente al salario mínimo federal. Una semana después de que la huelga empezó, La Asociación Nacional de Trabajadores Agrícolas, que por la mayoría eran mexicoamericanos, y dirigidos por César Chávez, Dolores Huerta y Richard Chávez, se unió a la huelga y finalmente los dos grupos se fusionaron, y formaran el Comité Organizador de Trabajadores Agrícolas de América en agosto de 1966. La huelga se extendió rápidamente a más de 2,000 trabajadores. 

A través de sus esfuerzos de base – usando boicots de consumo, marchas, organización comunitaria y resistencia pacífica – el movimiento ganó atención nacional por la difícil situación de algunos de los trabajadores peor pagados de la nación [2][3]. En julio de 1970, la UFW (por sus siglas en inglés) había logrado llegar a un acuerdo de negociación colectiva con los productores de uva de mesa, que afectaba a más de 10,000 obreros de campo.

## Trasfondo
Como resultado de la decisión del Comité Organizador de Trabajadores Agrícolas de atacar a los productores de uva de Delano el 8 de septiembre de 1965, Chávez sostuvo una conferencia en la Iglesia de Nuestra Señora de Guadalupe el 16 de septiembre, lo cual es el Día de la Independencia de México, para permitir que la Asociación Nacional de Trabajadores Agrícolas decidiera por sí misma, a la lucha en Delano. Una muchedumbre estimada de más de mil doscientos partidarios y miembros de la organización de Chávez cantaron repetidamente “¡Huelga!”, a favor de apoyar a los agricultores de uvas en Delano.

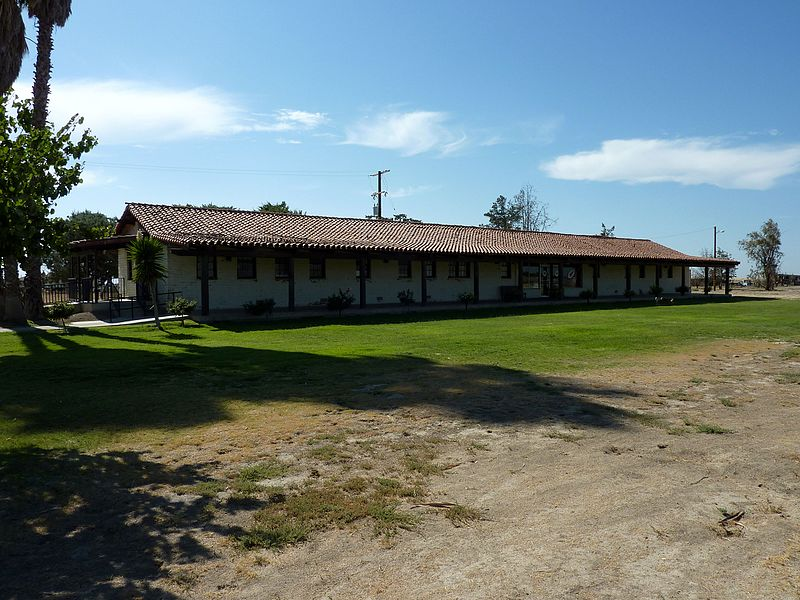
Las 40 acres de complejo en Delano se convirtió en un hito nacional en 2008

El 17 de marzo de 1966, César Estrada Chávez se embarcó en una peregrinación de trescientas millas desde Delano, California, hasta la capital del estado de Sacramento. Esto fue un intento para presionar a los productores y al gobierno estatal para que respondieran a las demandas de los trabajadores agrícolas mexicanos y filipinos que representaban al Comité Organizador de Trabajadores Agrícolas dominado por filipinos y la Asociación Nacional de Trabajadores Agrícolas, liderada por mexicoamericanos y dirigida por César Chávez. La peregrinación también tenía la intención de llamar la atención del público en general sobre la causa del trabajador agrícola. 
Poco después de esto, la Asociación Nacional de Trabajadores Agrícolas, y el Comité Organizador de Trabajadores Agrícolas se fusionaron y se dieron a conocer como el Comité Organizador de Trabajadores Agrícolas Unidos. En agosto de 1966, la AFL-CIO trazó el UFW, combinando oficialmente al AWOC y el NFW.
Después de una cosecha récord en el otoño de 1965, miles de trabajadores agrícolas de California se declararon en huelga y exigieron elecciones para la representación sindical. Muchos fueron arrestados por la policía y heridos por los productores durante los piquetes.
Chávez envió a dos trabajadores y un activista estudiantil a seguir un envío de uva de uno de los productores con piquete hasta el destino final en los muelles de Oakland. Una vez allí, los manifestantes recibieron instrucciones de convencer a los estibadores para que se abstuvieran de cargar el cargamento de uvas. El grupo tuvo éxito en su curso de acción y esto resultó en el deterioro de miles de cajas de diez toneladas de uvas que se pudrieron en los muelles. Este evento provocó la decisión de utilizar la táctica de protesta del boicot como el medio por el cual el movimiento obrero ganaría la lucha contra los productores de uva de Delano.
A este boicoteo inicial exitoso, le siguió una serie de piquetes en los muelles del Área de la Bahía. El Sindicato Internacional de Estibadores y Almaceneros, cuyos miembros se encargaron de cargar envíos, cooperó con las manifestaciones y se negó a cargar uvas no sindicadas.
Las exitosas campañas de boicot de Chávez en los muelles lo inspiraron a lanzar un boicot formal contra las dos corporaciones más grandes que estaban involucradas en la industria de uva de Delano, Industrias Schenley y la Corporación DiGiorno.
A partir de diciembre de 1965, la organización de Chávez participó en varios boicots de consumidores contra la corporación Schenley. La mayor presión de los partidarios en el sector empresarial condujo a la victoria de los trabajadores agrícolas y la adquisición de contratos sindicales que inmediatamente elevaron los salarios y establecieron salas de contratación en Delano, Coachella, y Lamont.
Las grandes corporaciones afectadas por los ataques liderados por Chávez emplearon tácticas de miedo para proteger las ganancias. El documental “The Wrath of Grapes” menciona que la compañía basada en Delano, M Caratan Inc., contrató mafiosos para desarticular a los trabajadores agrícolas que votaban para sindicalizarse. Atacaron a los votantes, volcaron mesas e incluso rompieron urnas.
La corporación DiGiorno finalmente fue presionada a realizar una elección entre sus trabajadores, que les permitiera elegir la unión que los representara el 30 de agosto de 1967. Esto se produjo como resultado de la táctica de boicot de bloquear los centros de distribución de uva. Con sus productos no en los estantes de los minoristas como resultado del boicot, la corporación DiGiorno fue presionada para responder a las demandas de los trabajadores agrícolas. El resultado de la votación favoreció la representación sindical del UFW, un voto de 530 a 332, en contra de la representación de The Teamsters, que fue el único sindicato que compitió contra el UFW en las elecciones.
En junio de 1975, California aprobó una ley que permitía elecciones secretas de representantes sindicales para los trabajadores agrícolas. A mediados de septiembre, la UFW ganó el derecho a representar a 4,000 trabajadores en 14 campos agrícolas. El UFW ganó la mayoría de las elecciones las que participó.
Los Teamsters firmaron un acuerdo con la UFW en 1977, prometiendo finalizar sus esfuerzos para representar a los trabajadores agrícolas. El boicot de las uvas, la lechuga y los productos de Winery terminó oficialmente en 1978.

## Geografía
La huelga de la uva comenzó en Delano en septiembre de 1965. En diciembre, representantes sindicales viajaron de California a Nueva York, Washington, D.C., Pittsburgh, Detroit y otras ciudades grandes para alentar el boicot de las uvas cultivadas en ranchos sin contractos de UFW. 
```
         En el verano de 1966, los sindicatos y grupos religiosos de Seattle y Portland respaldaron el boicot en Vancouver, lo que provocó una gran cantidad de apoyo de los canadienses que continuaría durante los años siguientes. 
```

```
         En 1967, los partidarios de UFW en Oregon comenzaron piquetes tiendas en Eugene, Salem y Portland. Después de que los trabajadores del melón se declararon en huelga en Texas, los productores celebraron las primeras elecciones de representación sindical en la región, y el UFW se convirtió en el primer sindicato en firmar un contrato con un sembrador en Texas. 
```

El apoyo nacional para la UFW siguió creciendo en 1968 y cientos de miembros y partidarios de la organización fueron arrestados. El piquete continuó en todo el país, incluso en Massachusetts, Nueva Jersey, Ohio, Oklahoma y Florida. Los alcaldes de Nueva York, Baltimore, Filadelfia, Buffalo, Detroit y otras ciudades prometieron su apoyo y muchos de ellos modificaron las compras de uva de sus ciudades para apoyar el boicot. 
En 1969, el apoyo a los trabajadores agrícolas aumentó en toda América del Norte. El boicot de la uva se extendió al sur cuando los grupos de derechos civiles presionaron a los supermercados en Atlanta, Miami, Nueva Orleans, Nashville y Louisville a eliminar las uvas no sindicadas. Grupos estudiantiles en Nueva York protestaron contra el Departamento de Defensa y los acusaron de comprar deliberadamente uvas boicoteadas. El 10 de mayo, simpatizantes de UFW realizaron un piquete en las tiendas de Safeway en todo Estados Unidos y Canadá para celebrar el Día Internacional del Boicot a la Uva. César Chávez también realizó una gira de conferencias a lo largo de la Costa Este para solicitar apoyo de grupos laborales, grupos religiosos y universidades.
El mapeo de las huelgas, los boicots y las acciones de los trabajadores agrícolas 1965-1975 muestra más de 1,000 huelgas, boicots y otras acciones de los trabajadores.  